# Ercole dell'Abate
Pour les autres membres de la famille, voir Dell'Abbate.

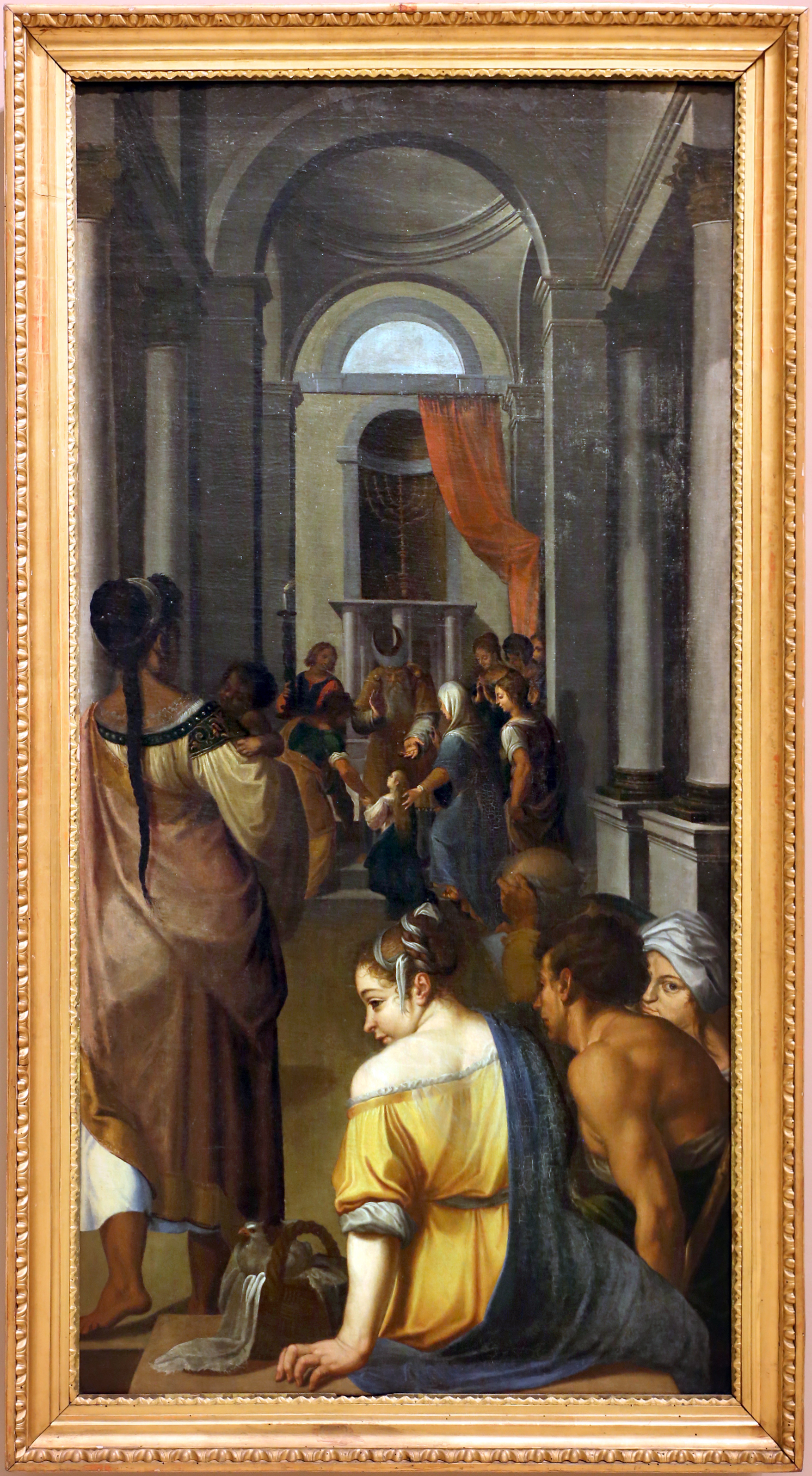
Marie présentée au Temple, Galleria Estense

Ercole dell'Abate (né en 1573 et mort en 1613) est un peintre italien baroque de la fin du XVIe et du début du XVIIe siècle qui a été actif principalement à Modène en Émilie-Romagne.

## Biographie
Petit-fils de Nicolò dell'Abbate, Ercole dell'Abate vécut à Modène, issu d'une famille d'artistes italiens.
En 1607, il collabore avec Francesco Stringa pour les décorations du plafond de la Sala del Consiglio du Palazzo Communale de Modène.

## Œuvres
- Annonciation, église  Saint-Pierre à Modène.
- Portrait d'un étudiant (Giacomo Castelvetro) (1587), Galleria et Museo Estense, Modène.
- Présentation de la Vierge au Temple, Galleria et Museo Estense, Modène.